# Guo Xi

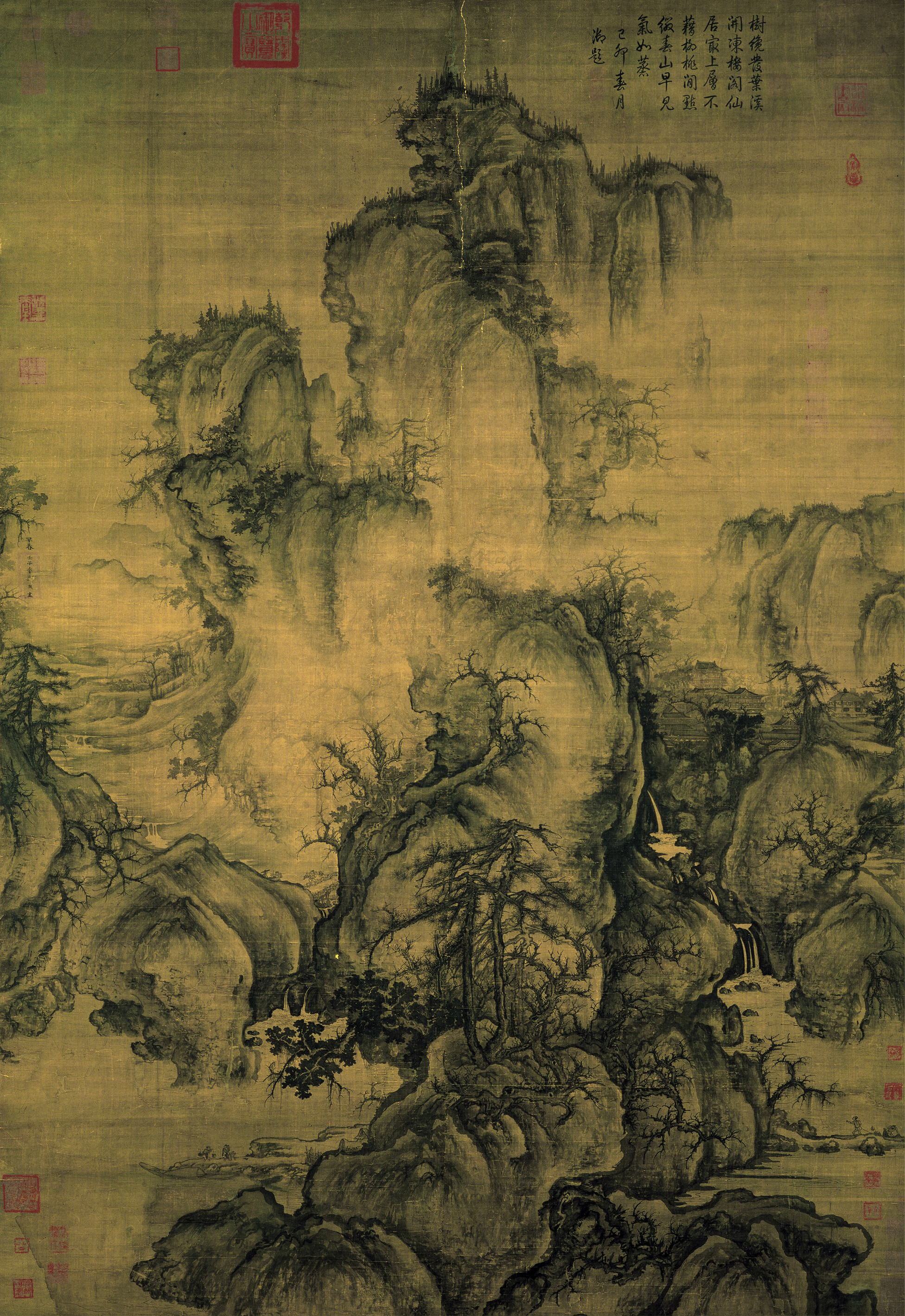
Vroege lente (1072), hangende rol met gewassen inkt en kleur op zijde, collectie Nationaal Paleismuseum

Guo Xi (郭熙; ca. 1020–ca. 1090) was een Chinees literator en landschapsschilder uit de provincie Henan, die leefde tijdens de Song-periode. Zijn omgangsnaam was Chunfu (淳夫). Guo was een hofschilder van keizer Song Shenzong (regeringsperiode 1068–1085). Zijn werk had een grote invloed op latere Chinese kunstschilders.

## Werken
Samen met Li Cheng (919–967), Fan Kuan (ca. 960–1030) en Guan Tong (10e eeuw) behoorde Guo Xi tot de meest toonaangevende landschapsschilders in de noordelijke landschapsstijl. Kenmerkend voor deze shan shui-landschappen waren hoog oprijzende bergen in krachtige zwarte lijnen.
Guo onderscheidde zich door zijn mistige winterse landschappen, waarin hij gedetailleerde penseelstreken combineerde met een opeenstapeling van meerdere lichte inktwassingen voor het sluiereffect. Veel van zijn werken zijn opgebouwd uit meerdere perspectieven, een techniek die hij 'de hoek van de totaliteit' noemde. Een bekend voorbeeld is Vroege lente uit 1072.
Guo's zoon heeft een beschrijving nagelaten waarin wordt beschreven hoe Guo te werk ging:

Op dagen dat hij ging schilderen, ging hij aan een schone tafel zitten bij een helder raam, met rechts en links brandende wierook. Hij koos de fijnste borstels en de meest uitgelezen inkt, ging zijn handen wassen en de inktsteen schoonmaken, alsof hij een voorname bezoeker verwachtte. Hij wachtte tot zijn geest kalm en ongestoord was, en ging dan pas beginnen.

### Verhandelingen
Er bestaan meerdere aan Guo toegeschreven verhandelingen over schilderkunst, zoals Verheven boodschap van bossen en stromen (Linquan Gaozhi; 林泉高致). Deze bevat een verscheidenheid aan richtlijnen voor het schilderen van een landschap. In Bergen en water geeft Guo tips voor het schilderen van bergen in de verschillende seizoenen:

De mist rond de bergen is niet hetzelfde in de vier verschillende seizoenen. De bergen in de lente zijn licht en verleidelijk, alsof ze glimlachen; de bergen in de zomer zijn gehuld in een blauwgroene kleur; de bergen in de herfst zijn helder en zindelijk, alsof ze pas zijn geverfd; de bergen in de winter zijn droevig en kalm alsof ze slapen.

- Gemeinsame Normdatei: 173688497
- International Standard Name Identifier: 0000 0003 8165 2803
- Library of Congress Control Number: n81119606
- Nationale Bibliotheek van Tsjechië: ola2016920822
- Nederlandse Thesaurus van Auteursnamen: 074072862
- Union List of Artist Names: 500125758
- Virtual International Authority File: 310676324